# Daspletosaurus
Daspletosaurus (il cui nome significa "lucertola spaventosa") è un genere estinto di dinosauro teropode tirannosauride vissuto nel Cretaceo superiore, circa 77-74 milioni di anni fa (Campaniano) nel Nord America occidentale. Il genere Daspletosaurus contiene due specie: la specie tipo D. torosus, i cui fossili sono stati ritrovati in Alberta, e la specie più recente D. horneri, i cui fossili sono stati ritrovati invece in Montana. Una terza specie D. wilsoni, anch'essa dall'Alberta, attende un'identificazione formale.
Il Daspletosaurus faceva parte della sottofamiglia dei Tyrannosaurinae, essendo strettamente imparentato con il più grande e recente Tyrannosaurus. Come la maggior parte dei tirannosauridi, il Daspletosaurus era un grande predatore bipede dotato di fauci armate da decine di grandi denti appuntiti. Anche il Daspletosaurus aveva le zampe anteriori molto piccole, tipiche dei tirannosauridi, anche se erano proporzionalmente più lunghe che negli altri generi.
Come superpredatore del suo ecosistema, il Daspletosaurus era in cima alla catena alimentare, cacciando e nutrendosi di grandi dinosauri come il ceratopside Centrosaurus e l'hadrosauride Hypacrosaurus. In alcune zone, il Daspletosaurus coesistette con un altro tirannosauride, il Gorgosaurus, anche se i due non entrarono mai in competizione diretta occupando diverse nicchie ecologiche e nutrendosi di prede differenti. Nonostante i fossili di Daspletosaurus siano i più rari tra i tirannosauridi, i campioni disponibili consentono di effettuare alcune analisi sulla biologia di questi animali, tra cui il comportamento sociale, la dieta e l'ontogenesi.

## Descrizione

Dimensioni di D. wilsoni, D. torosus e D. horneri, a confronto con un uomo

Nonostante fosse grande per gli standard dei predatori moderni, Daspletosaurus non era uno dei più grandi tirannosauridi. Gli esemplari adulti raggiungevano i 8-9 metri di lunghezza dal muso alla coda. 
Il più grande esemplare risulta essere lungo 9,5 metri ed apparteneva ad un esemplare giunto all'età di 19 anni. 
Stime sulla massa si aggirano su un peso di 2,5 tonnellate, sebbene varino tra 1,8 e 3,8 tonnellate.

### Cranio

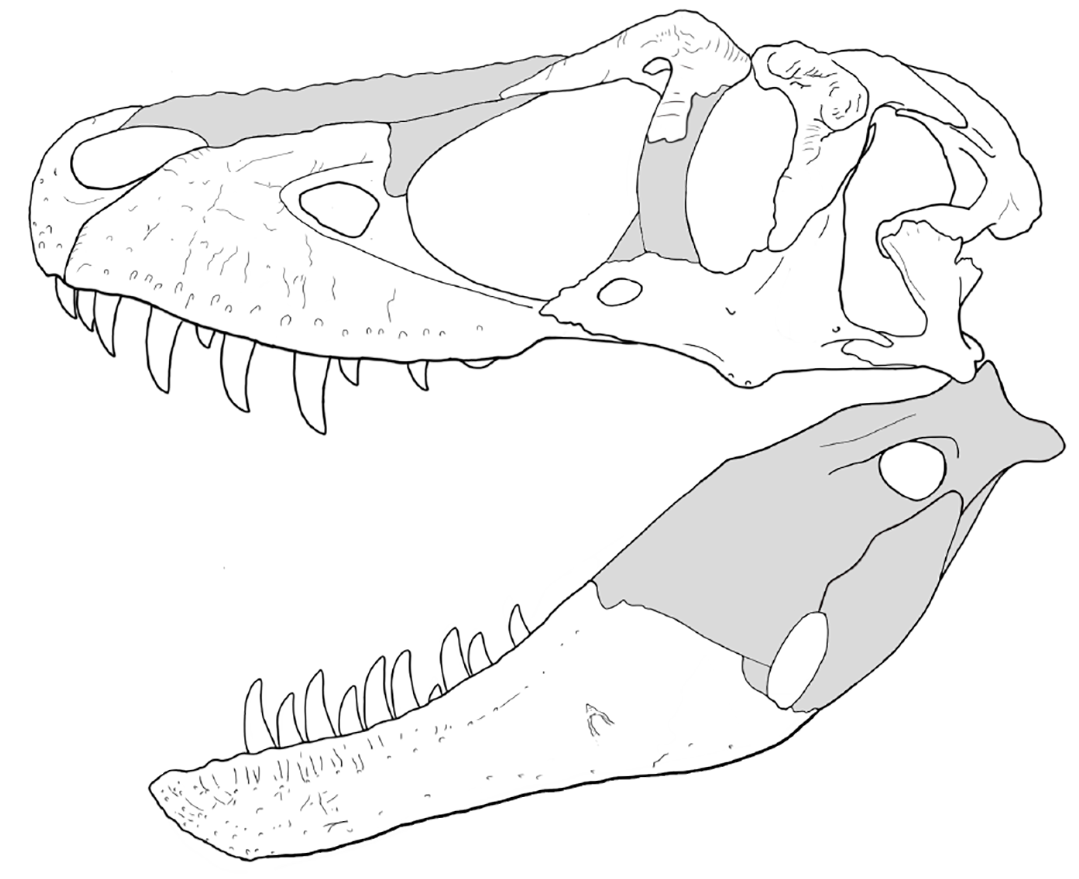
Cranio di D. wilsoni

Daspletosaurus possedeva un cranio enorme, che poteva raggiungere anche più di 1 metro di lunghezza. Le ossa erano state forti e robuste e alcune, tra cui le ossa nasali sulla parte superiore del muso, erano fuse tra loro rendendole più robuste. Le grandi Fenestrae (aperture craniche) nel cranio ne riducevano il peso. Un Daspletosaurus adulto aveva fauci armate di circa sei dozzine di denti, dalla forma allungata, ovale in sezione trasversale, piuttosto che a lama. A differenza degli altri suoi denti, quelli della premascella, in versione trasversale, avevano una forma a D, esempio di eterodontia molto comune nei tirannosauridi. Caratteristiche uniche del cranio includono una superficie ruvida esterna del mascellare (mascella superiore) e creste pronunciate intorno agli occhi sull'osso lacrimale, postorbitale e giugale. Le orbite erano ovali e alte, in una forma mista tra la forma circolare vista in Gorgosaurus e la forma "serratura" di Tyrannosaurus. Alcuni casi di carie sono stati ritrovati in alcuni denti di Daspletosaurus.
Uno studio sul cranio della specie D. horneri suggerisce che a differenza di molte raffigurazioni, i tirannosauridi non avessero labbra. Un confronto tra il cranio di questa specie con quello dei moderni coccodrilli mostra la stessa struttura ossea rugosa, indicando la presenza di grandi squame piatte, in contrasto con l'idea di labbra di tessuto morbido come quelle delle lucertole. Questo tipo di pelle rugosa scende fino alla linea di denti, quindi si è teorizzato che i denti del Daspletosaurus non erano coperti da labbra, in quanto non ci sarebbe stato spazio per tali tessuti molli. Tuttavia questo studio è stato criticato poiché considera "squame" quelle che sono in realtà spaccature nella pelle dei coccodrilli: le similarità tra i tessuti cranici di coccodrilli e tirannosauridi sarebbero solo superficiali. Correlati epidermici sulle mascelle dei tirannosauridi indicano inoltre che fosse presente tessuto labiale simile a quello delle lucertole.

### Scheletro
Il Daspletosaurus aveva la classica conformazione corporea di tutti i tirannosauridi, con un breve collo ad S per sostenere il massiccio cranio. L'animale si reggeva sulle due possenti zampe posteriori, terminanti in piedi a quattro dita (di cui il primo era estremamente ridotto che non toccava mai terra, e fungeva da sperone). Al contrario, le zampe anteriori erano estremamente piccole e dotate di sole due dita, anche se in proporzione al corpo, il Daspletosaurus aveva le zampe anteriori più lunghe di qualsiasi altro tirannosauride. L'animale inoltre possedeva una lunga coda che fungeva da contrappeso per la testa e il tronco, con il baricentro sui fianchi.

## Classificazione
Daspletosaurus appartiene alla sottofamiglia Tyrannosaurinae all'interno della famiglia Tyrannosauridae, insieme a Tarbosaurus, Tyrannosaurus e gli Alioramini. Gli animali di questa sottofamiglia sono più strettamente imparentati a Tyrannosaurus che con Albertosaurus e sono noti - ad eccezione di Alioramus - per la loro corporatura robusta con crani proporzionalmente più grandi e femori più lunghi rispetto all'altra sottofamiglia di tirannosauridi, gli Albertosaurinae. Daspletosaurus appartiene inoltre alla tribù Daspletosaurini, costituita da esso e dal taxon Thanatotheristes, a volte identificato come una quarta specie di Daspletosaurus.
Daspletosaurus è solitamente considerato come strettamente imparentato con Tyrannosaurus, o addirittura un suo antenato diretto attraverso l'anagenesi. Per questo Gregory Paul assegnò la specie D. torosus al genere Tyrannosaurus, creando la combinazione Tyrannosaurus torosus, ma questa classificazione non è stato accettata dalla comunità paleontologica. Molti ricercatori ritengono che Tarbosaurus e Tyrannosaurus siano sister taxon o, addirittura, rappresentino due specie dello stesso genere, con Daspletosaurus come un parente più basale. Dall'altra parte, Phil Currie e colleghi ritengono che Daspletosaurus sia più strettamente imparentato con Tarbosaurus e altri tirannosauridi asiatici, come Alioramus, che con Tyrannosaurus. La sistematica (relazioni evolutive) di Daspletosaurus è diventata più chiara con la scoperta e la descrizione di nuove specie.
Di seguito è riportato un cladogramma di Tyrannosaurinae basato sull'analisi filogenetica condotta da Warshaw & Fowler (2022). Qui, si propone che le tre specie di Daspletosaurus si siano evolute attraverso l'anagenesi nei Tyrannosaurinae in una linea che porta a Zhuchengtyrannus, Tarbosaurus e Tyrannosaurus. A causa della loro natura frammentaria, Thanatotheristes e Nanuqsaurus sono stati esclusi da questa analisi.

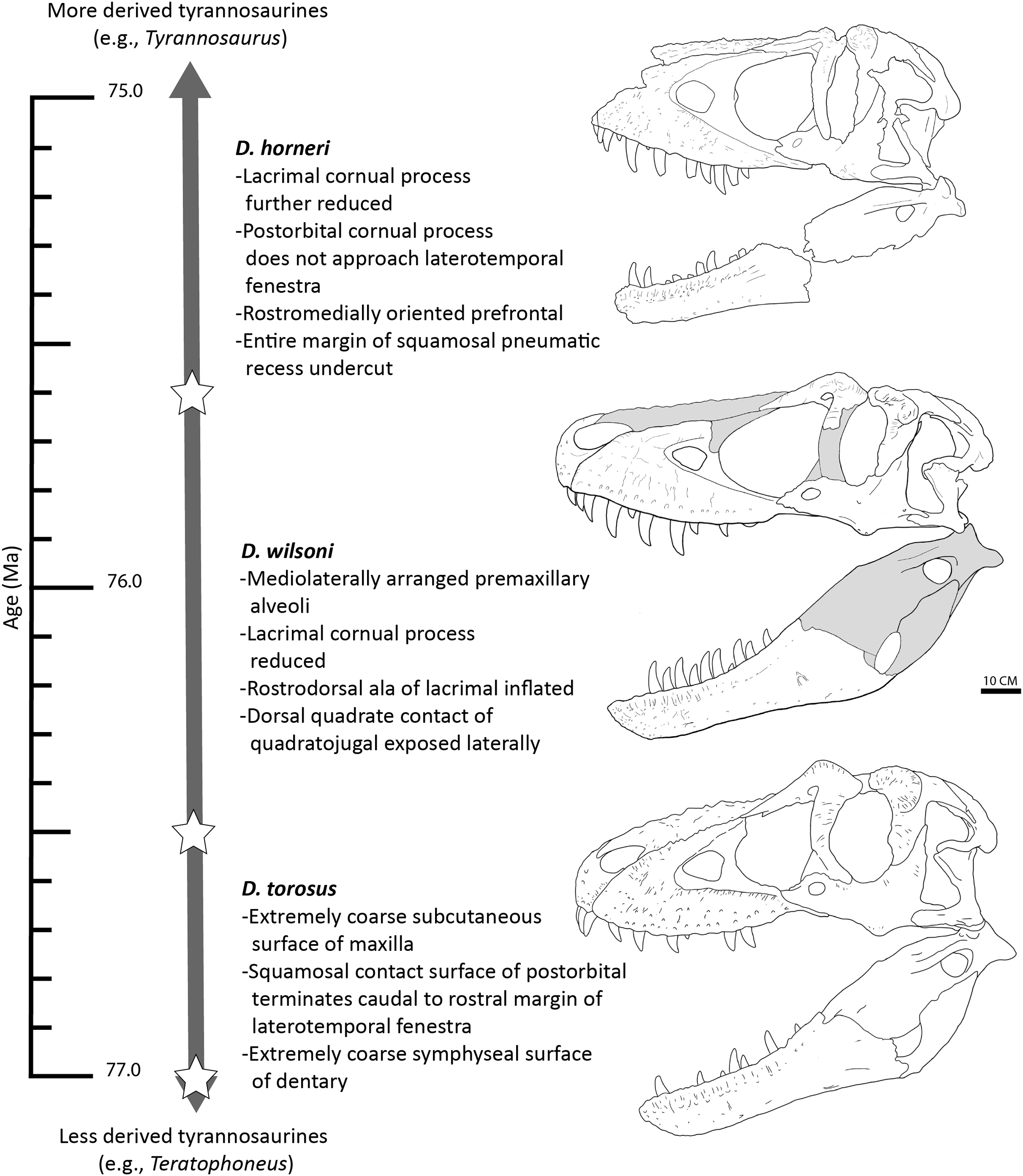
Transizione anagenetica proposta per le specie di Daspletosaurus

|  | Alioramus remotus                                                  |
|  |                                                                    |
|  | \| \| Alioramus altai \| \| \| \| \| \| Qianzhousaurus \| \| \| \| |
|  |                                                                    |
|  | Alioramus altai                                                    |
|  |                                                                    |
|  | Qianzhousaurus                                                     |
|  |                                                                    |

|  | Alioramus altai |
|  |                 |
|  | Qianzhousaurus  |
|  |                 |

|  | Dynamoterror                                                |
|  |                                                             |
|  | \| \| Teratophoneus \| \| \| \| \| \| Lythronax \| \| \| \| |
|  |                                                             |
|  | Teratophoneus                                               |
|  |                                                             |
|  | Lythronax                                                   |
|  |                                                             |

|  | Teratophoneus |
|  |               |
|  | Lythronax     |
|  |               |

|  | Zhuchengtyrannus                                              |
|  |                                                               |
|  | \| \| Tarbosaurus \| \| \| \| \| \| Tyrannosaurus \| \| \| \| |
|  |                                                               |
|  | Tarbosaurus                                                   |
|  |                                                               |
|  | Tyrannosaurus                                                 |
|  |                                                               |

|  | Tarbosaurus   |
|  |               |
|  | Tyrannosaurus |
|  |               |

|  | Zhuchengtyrannus                                              |
|  |                                                               |
|  | \| \| Tarbosaurus \| \| \| \| \| \| Tyrannosaurus \| \| \| \| |
|  |                                                               |
|  | Tarbosaurus                                                   |
|  |                                                               |
|  | Tyrannosaurus                                                 |
|  |                                                               |

|  | Tarbosaurus   |
|  |               |
|  | Tyrannosaurus |
|  |               |

|  | Zhuchengtyrannus                                              |
|  |                                                               |
|  | \| \| Tarbosaurus \| \| \| \| \| \| Tyrannosaurus \| \| \| \| |
|  |                                                               |
|  | Tarbosaurus                                                   |
|  |                                                               |
|  | Tyrannosaurus                                                 |
|  |                                                               |

|  | Tarbosaurus   |
|  |               |
|  | Tyrannosaurus |
|  |               |

|  | Zhuchengtyrannus                                              |
|  |                                                               |
|  | \| \| Tarbosaurus \| \| \| \| \| \| Tyrannosaurus \| \| \| \| |
|  |                                                               |
|  | Tarbosaurus                                                   |
|  |                                                               |
|  | Tyrannosaurus                                                 |
|  |                                                               |

|  | Tarbosaurus   |
|  |               |
|  | Tyrannosaurus |
|  |               |

|  | Zhuchengtyrannus                                              |
|  |                                                               |
|  | \| \| Tarbosaurus \| \| \| \| \| \| Tyrannosaurus \| \| \| \| |
|  |                                                               |
|  | Tarbosaurus                                                   |
|  |                                                               |
|  | Tyrannosaurus                                                 |
|  |                                                               |

|  | Tarbosaurus   |
|  |               |
|  | Tyrannosaurus |
|  |               |

|  | Zhuchengtyrannus                                              |
|  |                                                               |
|  | \| \| Tarbosaurus \| \| \| \| \| \| Tyrannosaurus \| \| \| \| |
|  |                                                               |
|  | Tarbosaurus                                                   |
|  |                                                               |
|  | Tyrannosaurus                                                 |
|  |                                                               |

|  | Tarbosaurus   |
|  |               |
|  | Tyrannosaurus |
|  |               |

|  | Zhuchengtyrannus                                              |
|  |                                                               |
|  | \| \| Tarbosaurus \| \| \| \| \| \| Tyrannosaurus \| \| \| \| |
|  |                                                               |
|  | Tarbosaurus                                                   |
|  |                                                               |
|  | Tyrannosaurus                                                 |
|  |                                                               |

|  | Tarbosaurus   |
|  |               |
|  | Tyrannosaurus |
|  |               |

|  | Zhuchengtyrannus                                              |
|  |                                                               |
|  | \| \| Tarbosaurus \| \| \| \| \| \| Tyrannosaurus \| \| \| \| |
|  |                                                               |
|  | Tarbosaurus                                                   |
|  |                                                               |
|  | Tyrannosaurus                                                 |
|  |                                                               |

|  | Tarbosaurus   |
|  |               |
|  | Tyrannosaurus |
|  |               |

|  | Dynamoterror                                                |
|  |                                                             |
|  | \| \| Teratophoneus \| \| \| \| \| \| Lythronax \| \| \| \| |
|  |                                                             |
|  | Teratophoneus                                               |
|  |                                                             |
|  | Lythronax                                                   |
|  |                                                             |

|  | Teratophoneus |
|  |               |
|  | Lythronax     |
|  |               |

|  | Zhuchengtyrannus                                              |
|  |                                                               |
|  | \| \| Tarbosaurus \| \| \| \| \| \| Tyrannosaurus \| \| \| \| |
|  |                                                               |
|  | Tarbosaurus                                                   |
|  |                                                               |
|  | Tyrannosaurus                                                 |
|  |                                                               |

|  | Tarbosaurus   |
|  |               |
|  | Tyrannosaurus |
|  |               |

|  | Zhuchengtyrannus                                              |
|  |                                                               |
|  | \| \| Tarbosaurus \| \| \| \| \| \| Tyrannosaurus \| \| \| \| |
|  |                                                               |
|  | Tarbosaurus                                                   |
|  |                                                               |
|  | Tyrannosaurus                                                 |
|  |                                                               |

|  | Tarbosaurus   |
|  |               |
|  | Tyrannosaurus |
|  |               |

|  | Zhuchengtyrannus                                              |
|  |                                                               |
|  | \| \| Tarbosaurus \| \| \| \| \| \| Tyrannosaurus \| \| \| \| |
|  |                                                               |
|  | Tarbosaurus                                                   |
|  |                                                               |
|  | Tyrannosaurus                                                 |
|  |                                                               |

|  | Tarbosaurus   |
|  |               |
|  | Tyrannosaurus |
|  |               |

|  | Zhuchengtyrannus                                              |
|  |                                                               |
|  | \| \| Tarbosaurus \| \| \| \| \| \| Tyrannosaurus \| \| \| \| |
|  |                                                               |
|  | Tarbosaurus                                                   |
|  |                                                               |
|  | Tyrannosaurus                                                 |
|  |                                                               |

|  | Tarbosaurus   |
|  |               |
|  | Tyrannosaurus |
|  |               |

|  | Zhuchengtyrannus                                              |
|  |                                                               |
|  | \| \| Tarbosaurus \| \| \| \| \| \| Tyrannosaurus \| \| \| \| |
|  |                                                               |
|  | Tarbosaurus                                                   |
|  |                                                               |
|  | Tyrannosaurus                                                 |
|  |                                                               |

|  | Tarbosaurus   |
|  |               |
|  | Tyrannosaurus |
|  |               |

|  | Zhuchengtyrannus                                              |
|  |                                                               |
|  | \| \| Tarbosaurus \| \| \| \| \| \| Tyrannosaurus \| \| \| \| |
|  |                                                               |
|  | Tarbosaurus                                                   |
|  |                                                               |
|  | Tyrannosaurus                                                 |
|  |                                                               |

|  | Tarbosaurus   |
|  |               |
|  | Tyrannosaurus |
|  |               |

|  | Zhuchengtyrannus                                              |
|  |                                                               |
|  | \| \| Tarbosaurus \| \| \| \| \| \| Tyrannosaurus \| \| \| \| |
|  |                                                               |
|  | Tarbosaurus                                                   |
|  |                                                               |
|  | Tyrannosaurus                                                 |
|  |                                                               |

|  | Tarbosaurus   |
|  |               |
|  | Tyrannosaurus |
|  |               |

|  | Zhuchengtyrannus                                              |
|  |                                                               |
|  | \| \| Tarbosaurus \| \| \| \| \| \| Tyrannosaurus \| \| \| \| |
|  |                                                               |
|  | Tarbosaurus                                                   |
|  |                                                               |
|  | Tyrannosaurus                                                 |
|  |                                                               |

|  | Tarbosaurus   |
|  |               |
|  | Tyrannosaurus |
|  |               |

|  | Alioramus remotus                                                  |
|  |                                                                    |
|  | \| \| Alioramus altai \| \| \| \| \| \| Qianzhousaurus \| \| \| \| |
|  |                                                                    |
|  | Alioramus altai                                                    |
|  |                                                                    |
|  | Qianzhousaurus                                                     |
|  |                                                                    |

|  | Alioramus altai |
|  |                 |
|  | Qianzhousaurus  |
|  |                 |

|  | Dynamoterror                                                |
|  |                                                             |
|  | \| \| Teratophoneus \| \| \| \| \| \| Lythronax \| \| \| \| |
|  |                                                             |
|  | Teratophoneus                                               |
|  |                                                             |
|  | Lythronax                                                   |
|  |                                                             |

|  | Teratophoneus |
|  |               |
|  | Lythronax     |
|  |               |

|  | Zhuchengtyrannus                                              |
|  |                                                               |
|  | \| \| Tarbosaurus \| \| \| \| \| \| Tyrannosaurus \| \| \| \| |
|  |                                                               |
|  | Tarbosaurus                                                   |
|  |                                                               |
|  | Tyrannosaurus                                                 |
|  |                                                               |

|  | Tarbosaurus   |
|  |               |
|  | Tyrannosaurus |
|  |               |

|  | Zhuchengtyrannus                                              |
|  |                                                               |
|  | \| \| Tarbosaurus \| \| \| \| \| \| Tyrannosaurus \| \| \| \| |
|  |                                                               |
|  | Tarbosaurus                                                   |
|  |                                                               |
|  | Tyrannosaurus                                                 |
|  |                                                               |

|  | Tarbosaurus   |
|  |               |
|  | Tyrannosaurus |
|  |               |

|  | Zhuchengtyrannus                                              |
|  |                                                               |
|  | \| \| Tarbosaurus \| \| \| \| \| \| Tyrannosaurus \| \| \| \| |
|  |                                                               |
|  | Tarbosaurus                                                   |
|  |                                                               |
|  | Tyrannosaurus                                                 |
|  |                                                               |

|  | Tarbosaurus   |
|  |               |
|  | Tyrannosaurus |
|  |               |

|  | Zhuchengtyrannus                                              |
|  |                                                               |
|  | \| \| Tarbosaurus \| \| \| \| \| \| Tyrannosaurus \| \| \| \| |
|  |                                                               |
|  | Tarbosaurus                                                   |
|  |                                                               |
|  | Tyrannosaurus                                                 |
|  |                                                               |

|  | Tarbosaurus   |
|  |               |
|  | Tyrannosaurus |
|  |               |

|  | Zhuchengtyrannus                                              |
|  |                                                               |
|  | \| \| Tarbosaurus \| \| \| \| \| \| Tyrannosaurus \| \| \| \| |
|  |                                                               |
|  | Tarbosaurus                                                   |
|  |                                                               |
|  | Tyrannosaurus                                                 |
|  |                                                               |

|  | Tarbosaurus   |
|  |               |
|  | Tyrannosaurus |
|  |               |

|  | Zhuchengtyrannus                                              |
|  |                                                               |
|  | \| \| Tarbosaurus \| \| \| \| \| \| Tyrannosaurus \| \| \| \| |
|  |                                                               |
|  | Tarbosaurus                                                   |
|  |                                                               |
|  | Tyrannosaurus                                                 |
|  |                                                               |

|  | Tarbosaurus   |
|  |               |
|  | Tyrannosaurus |
|  |               |

|  | Zhuchengtyrannus                                              |
|  |                                                               |
|  | \| \| Tarbosaurus \| \| \| \| \| \| Tyrannosaurus \| \| \| \| |
|  |                                                               |
|  | Tarbosaurus                                                   |
|  |                                                               |
|  | Tyrannosaurus                                                 |
|  |                                                               |

|  | Tarbosaurus   |
|  |               |
|  | Tyrannosaurus |
|  |               |

|  | Zhuchengtyrannus                                              |
|  |                                                               |
|  | \| \| Tarbosaurus \| \| \| \| \| \| Tyrannosaurus \| \| \| \| |
|  |                                                               |
|  | Tarbosaurus                                                   |
|  |                                                               |
|  | Tyrannosaurus                                                 |
|  |                                                               |

|  | Tarbosaurus   |
|  |               |
|  | Tyrannosaurus |
|  |               |

|  | Dynamoterror                                                |
|  |                                                             |
|  | \| \| Teratophoneus \| \| \| \| \| \| Lythronax \| \| \| \| |
|  |                                                             |
|  | Teratophoneus                                               |
|  |                                                             |
|  | Lythronax                                                   |
|  |                                                             |

|  | Teratophoneus |
|  |               |
|  | Lythronax     |
|  |               |

|  | Zhuchengtyrannus                                              |
|  |                                                               |
|  | \| \| Tarbosaurus \| \| \| \| \| \| Tyrannosaurus \| \| \| \| |
|  |                                                               |
|  | Tarbosaurus                                                   |
|  |                                                               |
|  | Tyrannosaurus                                                 |
|  |                                                               |

|  | Tarbosaurus   |
|  |               |
|  | Tyrannosaurus |
|  |               |

|  | Zhuchengtyrannus                                              |
|  |                                                               |
|  | \| \| Tarbosaurus \| \| \| \| \| \| Tyrannosaurus \| \| \| \| |
|  |                                                               |
|  | Tarbosaurus                                                   |
|  |                                                               |
|  | Tyrannosaurus                                                 |
|  |                                                               |

|  | Tarbosaurus   |
|  |               |
|  | Tyrannosaurus |
|  |               |

|  | Zhuchengtyrannus                                              |
|  |                                                               |
|  | \| \| Tarbosaurus \| \| \| \| \| \| Tyrannosaurus \| \| \| \| |
|  |                                                               |
|  | Tarbosaurus                                                   |
|  |                                                               |
|  | Tyrannosaurus                                                 |
|  |                                                               |

|  | Tarbosaurus   |
|  |               |
|  | Tyrannosaurus |
|  |               |

|  | Zhuchengtyrannus                                              |
|  |                                                               |
|  | \| \| Tarbosaurus \| \| \| \| \| \| Tyrannosaurus \| \| \| \| |
|  |                                                               |
|  | Tarbosaurus                                                   |
|  |                                                               |
|  | Tyrannosaurus                                                 |
|  |                                                               |

|  | Tarbosaurus   |
|  |               |
|  | Tyrannosaurus |
|  |               |

|  | Zhuchengtyrannus                                              |
|  |                                                               |
|  | \| \| Tarbosaurus \| \| \| \| \| \| Tyrannosaurus \| \| \| \| |
|  |                                                               |
|  | Tarbosaurus                                                   |
|  |                                                               |
|  | Tyrannosaurus                                                 |
|  |                                                               |

|  | Tarbosaurus   |
|  |               |
|  | Tyrannosaurus |
|  |               |

|  | Zhuchengtyrannus                                              |
|  |                                                               |
|  | \| \| Tarbosaurus \| \| \| \| \| \| Tyrannosaurus \| \| \| \| |
|  |                                                               |
|  | Tarbosaurus                                                   |
|  |                                                               |
|  | Tyrannosaurus                                                 |
|  |                                                               |

|  | Tarbosaurus   |
|  |               |
|  | Tyrannosaurus |
|  |               |

|  | Zhuchengtyrannus                                              |
|  |                                                               |
|  | \| \| Tarbosaurus \| \| \| \| \| \| Tyrannosaurus \| \| \| \| |
|  |                                                               |
|  | Tarbosaurus                                                   |
|  |                                                               |
|  | Tyrannosaurus                                                 |
|  |                                                               |

|  | Tarbosaurus   |
|  |               |
|  | Tyrannosaurus |
|  |               |

|  | Zhuchengtyrannus                                              |
|  |                                                               |
|  | \| \| Tarbosaurus \| \| \| \| \| \| Tyrannosaurus \| \| \| \| |
|  |                                                               |
|  | Tarbosaurus                                                   |
|  |                                                               |
|  | Tyrannosaurus                                                 |
|  |                                                               |

|  | Tarbosaurus   |
|  |               |
|  | Tyrannosaurus |
|  |               |

### Specie

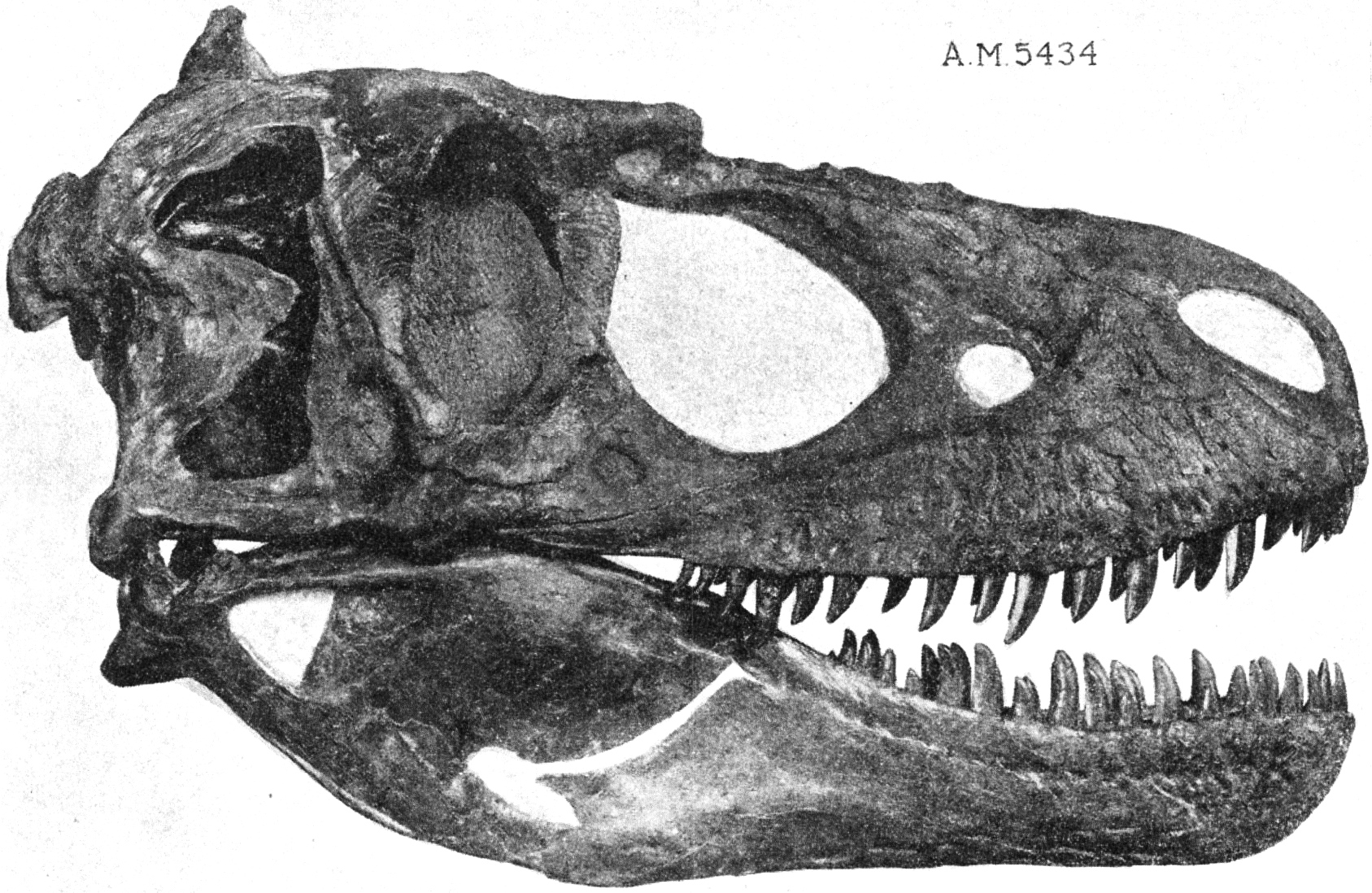
Originariamente identificato come un esemplare di Gorgosaurus, questo cranio fu poi venduto al Field Museum ed è ora riassegnato a Daspletosaurus

Il genere Daspletosaurus contiene due specie, più una possibile terza ancora non descritta, anche se a partire dal 2007 nessuna di queste specie ha ricevuto una descrizione corretta o un nome scientifico. Nel frattempo, tutti questi esemplari e campioni fossili sono stati designati come Daspletosaurus spp; tuttavia ciò non implica che appartengano tutti alla stessa specie.
Insieme all'olotipo, Russell designò un esemplare raccolto da Barnum Brown nel 1913 come paratipo di D. torosus. Questo esemplare (AMNH 5438) consiste in parti delle gambe, il bacino e alcune vertebre sacrali associate, ed è stato scoperto all'interno della Formazione Dinosaur Park, in Alberta. La Formazione Dinosaur Park era precedentemente nota come la formazione superiore Oldman e risale alla metà del Campaniano, tra i 76,5 e i 74,8 milioni di anni fa. Daspletosaurus fossili sono noti in particolare dalla metà alla parte superiore della formazione, tra il 75,6 e il 75,0 milioni di anni fa. Nel 1914 Brown raccolse uno scheletro quasi completo e un cranio; quarant'anni dopo l'American Museum of Natural History vendette questo esemplare al Field Museum, di Chicago. Lo scheletro venne montato ed etichettato come Albertosaurus libratus per molti anni, ma dopo diverse ricerche si scoprì che molte delle caratteristiche del cranio erano andate perse durante il rimodellamento in gesso del fossile, tra cui la maggior parte dei denti, pertanto il campione (FMNH PR308) venne riassegnato a Daspletosaurus torosus da Thomas Carr nel 1999. Negli anni successivi vennero raccolti un totale di otto esemplari nella Formazione Dinosaur Park, la maggior parte di essi entro i confini del Dinosaur Provincial Park. Phil Currie ritenne che gli esemplari del Dinosaur Park rappresentassero una nuova specie di Daspletosaurus, caratterizzati da alcune caratteristiche del cranio.

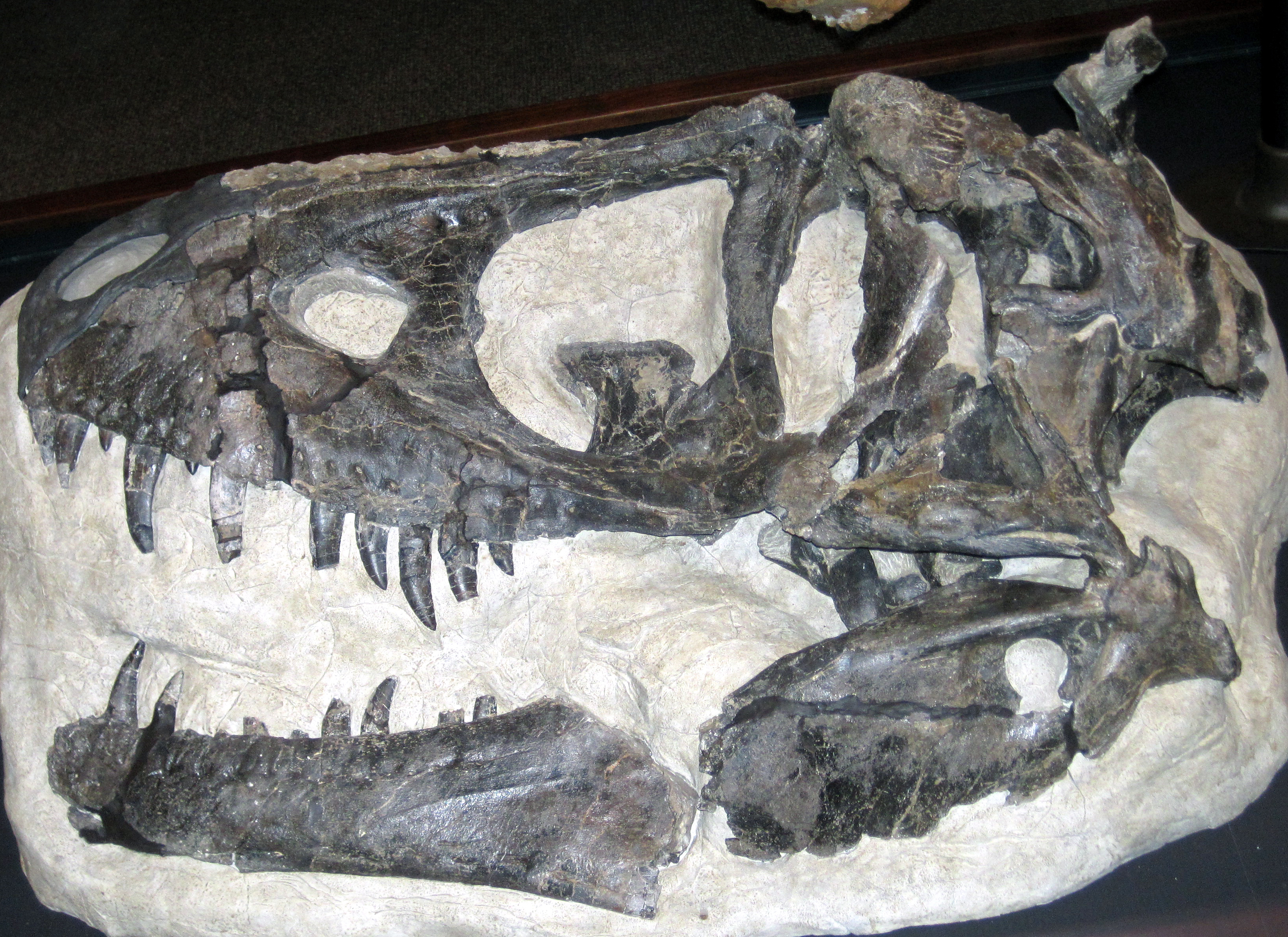
Cranio olotipo di D. horneri dal Montana nel Museum of the Rockies

Un nuovo campione di tirannosauride (OMNH 10131), composto da alcuni frammenti di cranio, costole e parti degli arti posteriori, sono stati ritrovati nel Nuovo Messico nel 1990 e assegnati all'ormai defunto genere Aublysodon. Molti autori successivi riassegnarono questo esemplare, insieme a pochi altri dal Nuovo Messico, come l'ennesima specie senza nome di Daspletosaurus. Tuttavia, una ricerca pubblicata nel 2010 ha dimostrato che questi esemplari, dal Hunter Wash Member della Formazione Kirtland, rappresentano in realtà un tirannosauroide più primitivo, oggi classificato come Bistahieversor. Non tutti gli studiosi sono d'accordo sull'età della Formazione di Kirtland, con alcuni studiosi che affermano che risalga al Campaniano superiore, mentre altri suggeriscono un'età più recente, circa agli inizi del Maastrichtiano.
Nel 1992 Jack Horner e colleghi pubblicarono un rapporto estremamente preliminare su un tirannosauride scoperto nelle parti superiori della Formazione Two Medicine nel Montana, interpretato come una specie di transizione tra Daspletosaurus e Tyrannosaurus. Currie (2003) dichiarò che il tirannosauride della Formazione Two Medicine citato da Horner et al. (1992) potesse essere una terza specie senza nome di Daspletosaurus. Nel 2001 venne segnalato un altro scheletro parziale dalla Upper Two Medicine nel 2001; tale scheletro preservava anche i resti di un giovane hadrosauro nella cavità addominale. Questo esemplare fu assegnato a Daspletosaurus, senza fare riferimento ad una specifica specie. I resti di almeno tre Daspletosaurus sono stati descritti in un bonebed della Formazione Two Medicine da Currie et al. (2005); gli autori hanno affermato che questo materiale fossile probabilmente rappresenta una specie allora-non menzionata da Horner et al. (1992), ma in attesa di ulteriori studi per essere determinata con certezza. Infine nel 2017, gli esemplari di Daspletosaurus della Formazione Two Medicine furono descritti come la nuova specie Daspletosaurus horneri, il cui nome specifico, horneri, rende omaggio a Jack Horner.
Denti di tirannosauridi isolati nelle porzioni superiori della Formazione Judith River appartengono, probabilmente, a Gorgosaurus così come ad alcune specie di Daspletosaurus, probabilmente D. torosus. Tuttavia, nella parte inferiore della formazione, circa 78 milioni di anni fa, ci sono prove di un nuovo taxon di tirannosauride non ancora descritto. Un esemplare nelle collezioni di Triebold Paleontology rinvenuto tra il 2002 e il 2004, noto come "Sir William", mostra alcune caratteristiche da Daspletosaurus che suggeriscono una nuova specie precedente al genere. Tuttavia l'esemplare mostra molte caratteristiche tipiche dei primi tyrannosaurini come Teratophoneus e anche alcune del successivo Tyrannosaurus, che potrebbe suggerire un genere completamente nuovo.
Nel 2017 John Wilson scoprì le ossa di un tirannosauride, tra cui un cranio parzialmente disarticolato, vertebre cervicali, sacrali e caudali e una costola, chevron e primo metatarso, dal sito "Jack's B2" della Formazione Judith River. Elías A. Warshaw e Denver W. Fowler hanno descritto questi resti (BDM 107) nel 2022 come appartenenti a una nuova specie di Daspletosaurus, D. wilsoni. D. wilsoni rappresenterebbe una specie di transizione tra D. torosus e D. horneri, posizionandosi temporalmente tra le due specie. Queste tre specie probabilmente si sono evolute direttamente attraverso anagenesi.

## Storia della scoperta

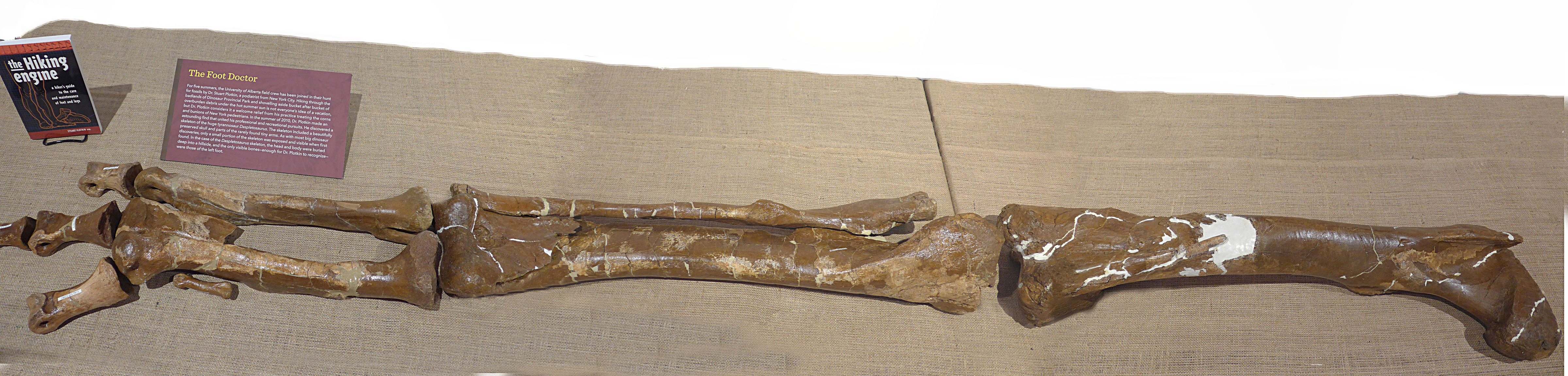
le ossa di un arto posteriore di Daspletosaurus

L'esemplare tipo di Daspletosaurus torosus (CMN 8506) è composto da uno scheletro parziale che comprende il cranio, una spalla, una zampa anteriore, il bacino, un femore e tutte le vertebre cervicali, dorsali e sacrali, più le prime undici vertebre caudali. L'esemplare venne scoperto nel 1921 nei pressi di Steveville, Alberta, dal paleontologo Charles Mortram Sternberg, che inizialmente lo classificò come una nuova specie di Gorgosaurus. Solo nel 1970, a seguito di un attento studio da parte di Dale Russell, il campione venne classificato come un genere a sé stante, ossia Daspletosaurus, il cui nome deriva dal greco antico per δασπλής/dasples ossia "spaventoso" e σαυρος/sauros ossia "lucertola". Il nome specifico della specie tipo, torosus, derivava invece dal latino per "muscolare" o "muscoloso", in riferimento alla conformazione corporea dell'animale. A parte l'olotipo, vi è un solo un altro esemplare noto, RTMP 2001.36.1, composto da uno scheletro relativamente completo scoperto nel 2001. Entrambi gli esemplari sono stati recuperati nella Formazione Oldman nel Judith River Group, Alberta. La Formazione Oldman risale alla metà del Campaniano, fase del Cretaceo superiore, di circa 77-76 milioni di anni fa. Un campione ritrovato nella più recente Formazione Horseshoe Canyon, in Alberta, è stata riassegnato ad Albertosaurus.

## Paleobiologia

### Sensi
Il cranio della specie D. horneri mostra la presenza di sviluppati organi sensoriali tegumentari facciali, eventualmente utilizzati per il contatto, la modulazione dei movimenti mascellari, la percezione della temperatura e la rilevazione delle prede. Le grandi scaglie piatte e larghe presenti sul muso (simili a quelle dei coccodrilli) garantivano senz'altro un ulteriore protezione sul muso durante la cattura delle prede e durante i combattimenti intraspecifici.

### Coesistenza conGorgosaurus
Durante il tardo Campaniano del Nord America, il Daspletosaurus condivideva lo stesso habitat con il contemporaneo tirannosauride albertosaurino Gorgosaurus. Questo è uno dei pochi casi di coesistenza tra due generi di tirannosauridi. Negli ecosistemi moderni, i predatori di dimensioni simili sono separati in diverse nicchie ecologiche per differenze anatomiche, comportamentali e geografiche che limitano la concorrenza tra i generi. Diversi studi hanno cercato di stabilire quali nicchie ecologiche occupassero Daspletosaurus e Gorgosaurus.
Dale Russell ipotizzò che il Gorgosaurus essendo più leggero, agile e più comune si sarebbe nutrito principalmente di hadrosauridi facili da cacciare poiché relativamente indifesi, mentre il più robusto e meno comune Daspletosaurus si sarebbe specializzato nella caccia ai ceratopsidi più lenti ma corazzati, e più difficile cacciare. Tuttavia, un esemplare di Daspletosaurus (OTM 200) dalla Formazione Two Medicine conserva i resti semi-digeriti di un giovane hadrosauro giovanile nella regione addominale. I muscoli delle fauci dei Tyrannosaurinae come Daspletosaurus sono meccanicamente più forti delle fauci degli albertosaurinae come Gorgosaurus, sebbene la forza generata dai denti siano simili tra i due gruppi. Ciò potrebbe indicare una differenziazione nella meccanica dell'alimentazione o nella propria dieta.
Altri autori suggerirono che la concorrenza tra i due animali poteva essere limitata dalla separazione geografica, in quanto a differenza di alcuni altri gruppi di dinosauri, non sembra esserci alcuna correlazione con la distanza dal mare. Né Daspletosaurus né Gorgosaurus erano comuni ad altitudini superiori o inferiori rispetto ad altri generi. Tuttavia, mentre è presente una certa sovrapposizione, il Gorgosaurus sembra essere più comune nelle latitudini settentrionali, mentre gli esemplari di Daspletosaurus sono più abbondanti a sud. Lo stesso schema geografico è osservabile anche in altri dinosauri. I ceratopsidi chasmosaurini e gli hadrosauri hadrosaurini erano più comuni nella Formazione Two Medicine e nel sud-ovest del Nord America, durante il Campaniano. Thomas Holtz suggerì che questo schema indichi una preferenza ecologiche condivisa tra tirannosaurini, chasmosaurini e hadrosaurini. Holtz osservò anche che alla fine del Maastrichtiano, i tirannosaurini come Tyrannosaurus, gli hadrosaurini e chasmosaurini come Triceratops erano diffusi in tutto il Nord America occidentale, mentre gli albertosaurini e i centrosaurini si estinsero, e i lambeosaurini divenne molto più rari.

### Comportamento sociale

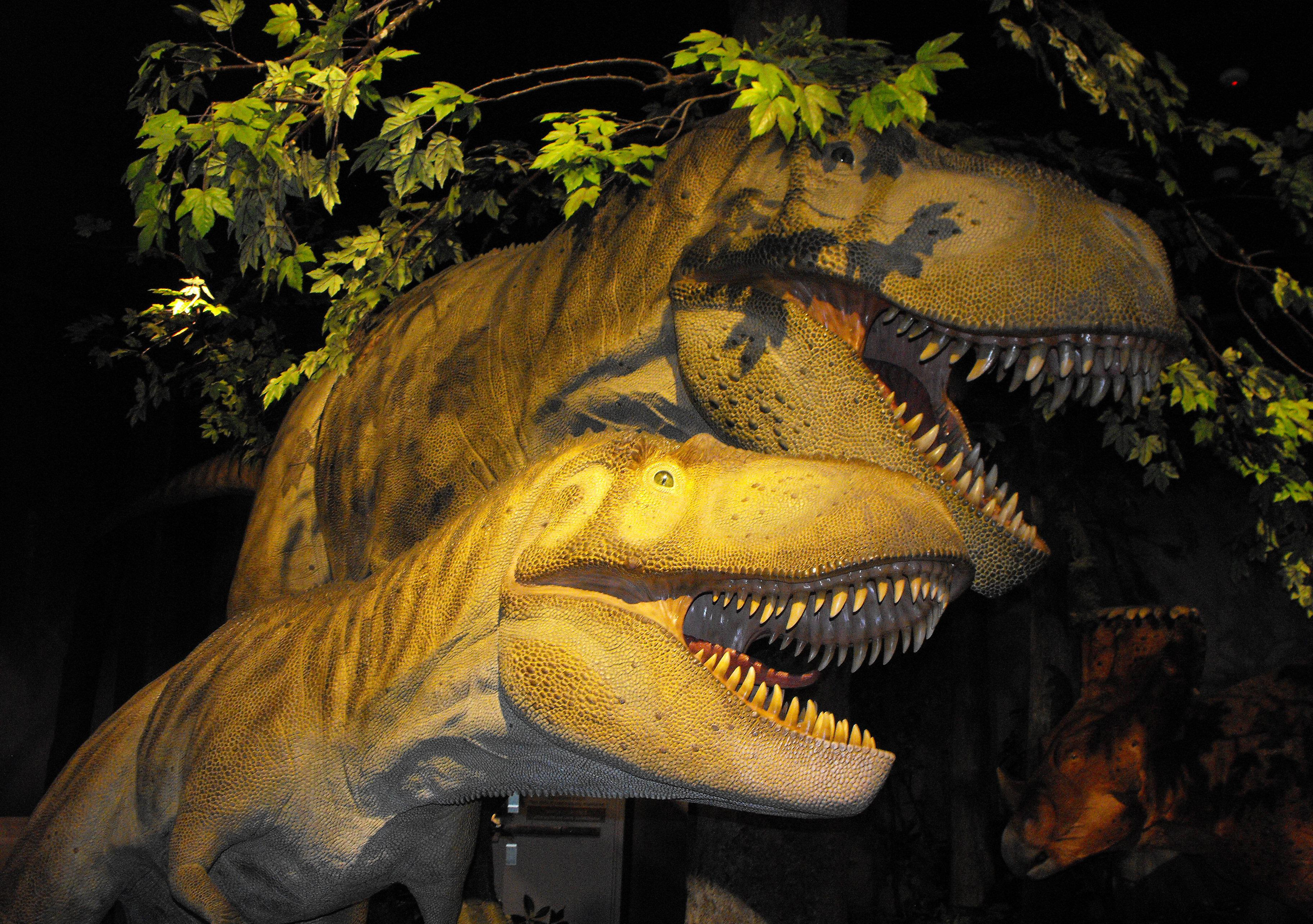
Ricostruzione museale di due D. torosus, al Canadian Museum of Nature

Un giovane esemplare di D. torosus rinvenuto al Dinosaur Park (TMP 94.143.1) mostra dei segni di morsi sul muso, probabilmente inflitti da un altro tirannosauro. I segni di morsi mostrano segni di guarigione, indicando che l'animale sopravvisse al morso. Un altro esemplare adulto (TMP 85.62.1) presenta anch'esso dei segni di morsi sul muso, indicando che i morsi sul volto non erano limitati agli esemplari più giovani. Mentre è possibile che i morsi siano stati inferti da un'altra specie, l'aggressività intraspecifica, tra cui mordere la zona facciale, è un comportamento molto comune tra i predatori. Segni di morsi sul muso sono stati ritrovati in diversi tirannosauridi come Gorgosaurus e Tyrannosaurus, così come in altri generi di teropodi come Sinraptor e Saurornitholestes. Darren Tanke e Phil Currie ipotizzano che i morsi siano dovuti alla competizione intraspecifica per il territorio o le risorse alimentari, o per il dominio all'interno di un gruppo sociale.

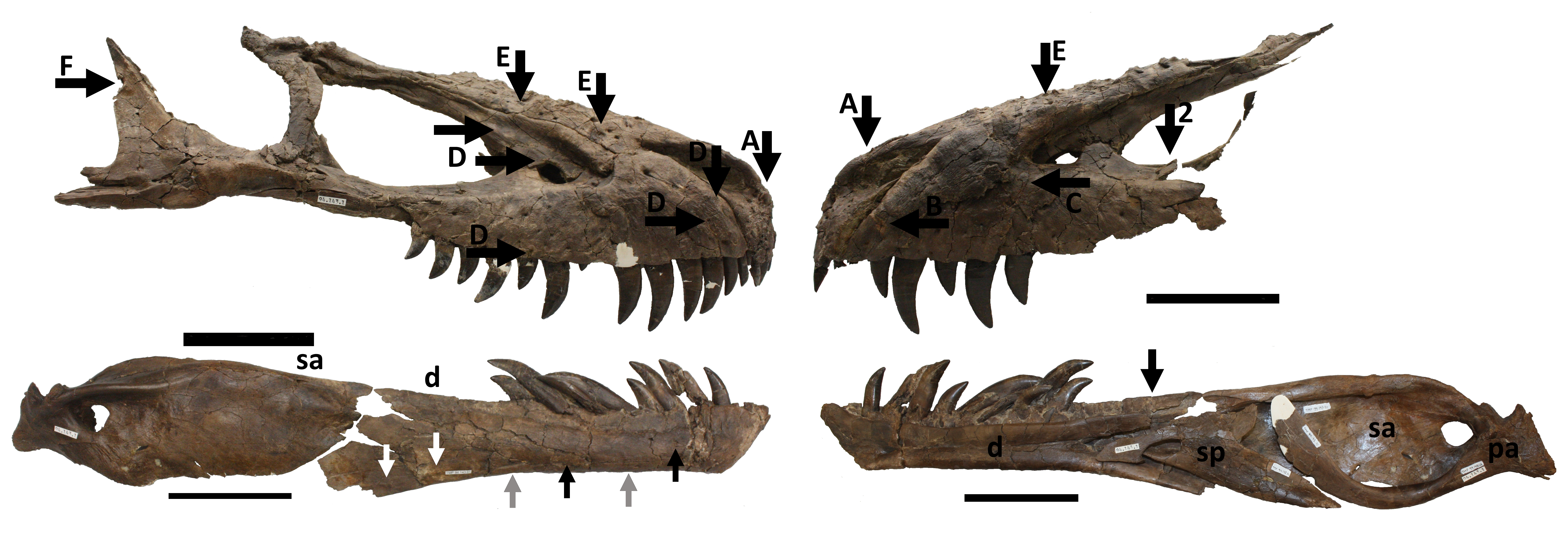
Cranio di Daspletosaurus che mostra segni di morsi di un altro tirannosauro

Una possibile prova che indicherebbe che i Daspletosaurus vivessero in gruppi sociali proviene da un bone bed trovato nella Formazione Two Medicine del Montana. Il bone bed comprende i resti di tre Daspletosaurus, tra cui un esemplare adulto, un giovane, e un altro individuo di dimensioni intermedie. Nello stesso luogo sono stati ritrovati almeno cinque hadrosauri. Le evidenze geologiche indicano che i resti non sono stati riuniti dalle correnti fluviali ma che tutti gli animali sono stati sepolti simultaneamente nella stessa posizione. I resti degli hadrosauri sono sparsi e portano numerosi segni dei denti del tirannosauro, indicando che i Daspletosaurus si stavano nutrendo delle carcasse degli hadrosauri al momento della morte, la cui causa rimane sconosciuta. Currie ipotizza che i Daspletosaurus formassero piccoli gruppi o branchi da caccia, anche se tale comportamento non si può affermare con sicurezza. Altri scienziati sono scettici su tale comportamento in Daspletosaurus e in altri teropodi.
Brian Roach e Daniel Brinkman hanno suggerito che le interazioni sociali nei teropodi giganti come Daspletosaurus fossero più simili a quelle dei moderni draghi di Komodo, in cui diversi individui formano gruppi non-cooperativi intorno alle carcasse. Tra questi animali vi è una rigida gerarchia in cui gli esemplari più grandi mangiano per primi e spesso attaccando e talvolta cannibalizzano gli esemplari più piccoli nel processo. Effettivamente, la prova di cannibalismo in Daspletosaurus è stata pubblicata nel 2015.

### Ontogenesi

Diagramma mostrante la curva di crescita teorica di vari tirannosauri (massa corporea versus età), con Daspletosaurus in verde. Basato sugli studi di Erickson et al., 2004.

Il paleontologo Gregory Erickson e colleghi hanno studiato la crescita e l'ontogenesi dei tirannosauridi. L'analisi istologica delle ossa può determinare l'età di un esemplare dopo che questo è morto. I tassi di crescita possono essere determinati quando l'età dei vari individui sono comparate con le dimensioni degli esemplari in un grafico. Erickson ha dimostrato che dopo un lungo periodo di tempo, nello stadio di giovani, i tirannosauri effettuavano un grande scatto di crescita delle dimensioni in circa quattro anni, durante tutta la loro vita. Dopo la fase di rapida crescita le dimensioni corporee si stabilizzavano concludendosi con la maturità sessuale, la crescita veniva rallentata considerevolmente negli animali adulti. Erickson esaminò solo i Daspletosaurus della Formazione Dinosaur Park, e questi campioni mostrano lo stesso schema. Rispetto agli albertosaurini, il Daspletosaurus mostra un tasso di crescita più veloce durante il periodo di rapida crescita per via del suo peso complessivo da adulto. Il tasso di crescita massima in Daspletosaurus era di 180 chilogrammi (400 libbre) all'anno, sulla base di una stima di massa di 1800 kg (2 tonnellate) negli adulti.

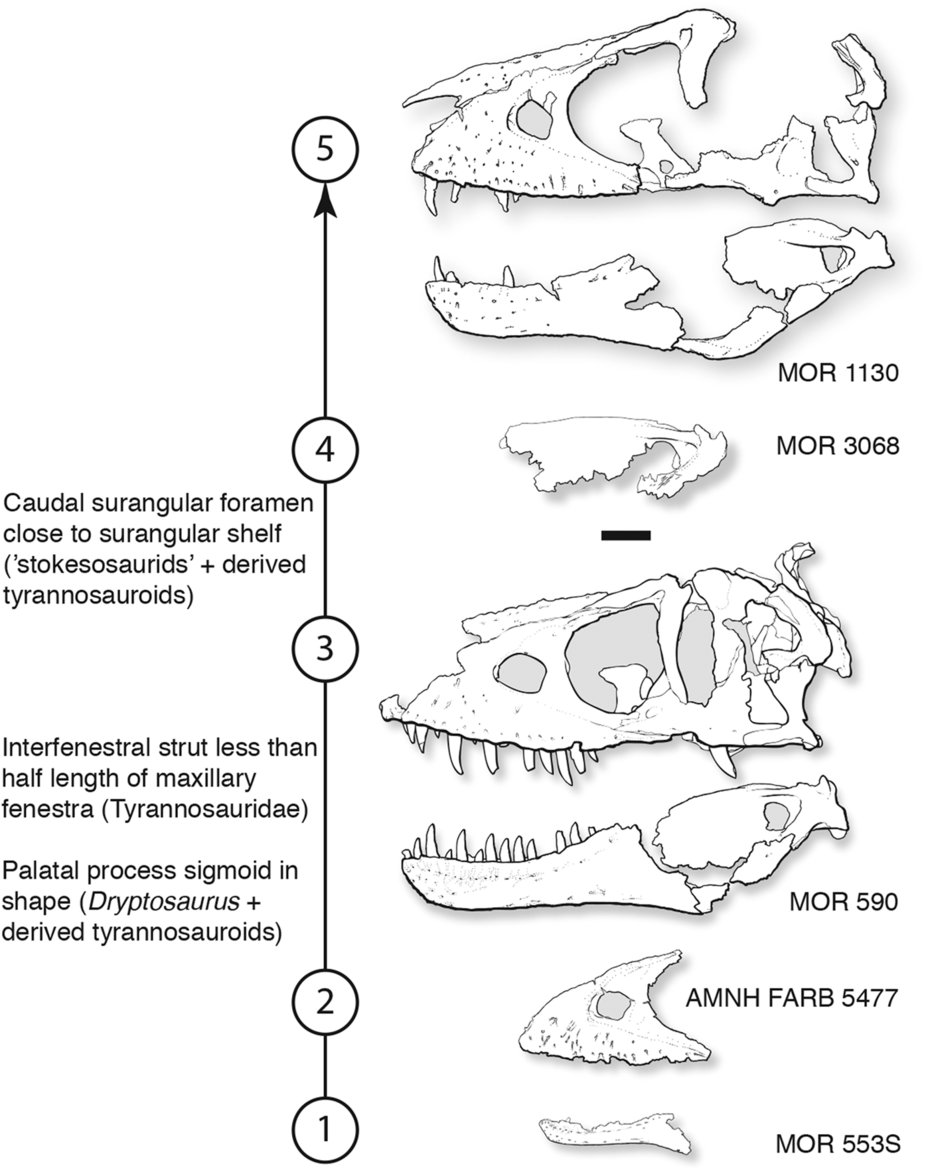
Ontogenesi del cranio di D. horneri

Altri autori suggeriscono una massa più elevata per gli esemplari adulti di Daspletosaurus, il che cambierebbe l'entità del tasso di crescita, ma non il modello generale. Nel catalogare il numero di esemplari di ogni fascia di età, Erickson e i suoi colleghi sono stati in grado di trarre conclusioni circa l'ontogenesi in una popolazione di Albertosaurus. La loro analisi ha dimostrato che, mentre i cuccioli siano molto rari nella documentazione fossile, gli esemplari adolescenti in fase di rapida crescita e gli adulti sono molto più comuni. Anche se ciò potrebbe essere dovuto solo alla conservazione o alla raccolta dei fossili, Erickson ha ipotizzato che tale differenza sia dovuta ad una bassa mortalità tra i giovani oltre una certa dimensione, come si può osservare in molti grandi mammiferi moderni come gli elefanti. Questa bassa mortalità potrebbe essere il risultato di una mancanza di predazione, dal momento che i tirannosauri superavano tutti i predatori contemporanei in termini di dimensioni per l'età. I paleontologi non hanno ritrovato abbastanza esemplari Daspletosaurus per un'analisi simile, ma Erickson osserva che la stessa tendenza generale dei tirannosauri, sembra applicarsi anche in Daspletosaurus.
Uno studio del 2009, ha trovato le tracce fossili di infezione simili a quelle provocate dal Trichomonas gallinae, un parassita che attacca soprattutto gli uccelli, nelle fauci di vari esemplari di Daspletosaurus, che sembra essere una patologia molto diffusa tra i tirannosauri, avendo le prove di tale infezione anche in altri generi come Tyrannosaurus.

## Paleoecologia

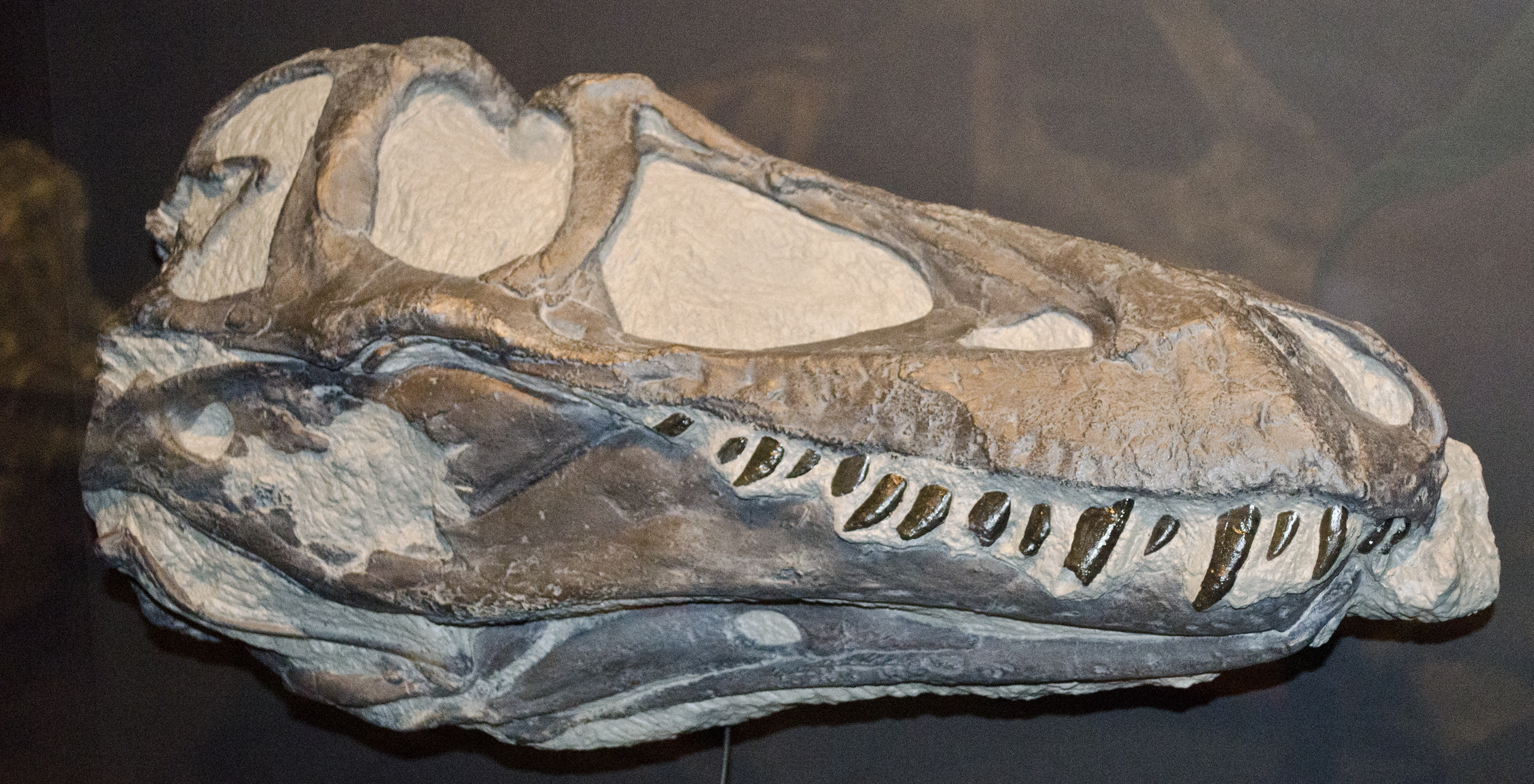
Cranio di un giovane D. horneri

Tutti gli esemplari noti di Daspletosaurus sono stati ritrovati in formazioni risalenti alla metà o alla fine del Campaniano, nel Cretaceo superiore, tra i 77 e i 74 milioni di anni fa. Dalla metà del periodo Cretaceo, l'America del Nord era divisa in due dal Mare interno occidentale, creando i due subcontinenti Appalachia e Laramidia. A quell'epoca inoltre gran parte del Montana e dell'Alberta erano sommerse dal mare. Tuttavia il sollevamento delle Montagne Rocciose dovuto all'orogenesi laramide ad ovest, avvenuta proprio durante il periodo del Daspletosaurus, costrinse il mare a ritirarsi a sud-est. I fiumi scorrevano giù dalle montagne verso il mare, portando i sedimenti insieme a loro che avrebbero poi formato la Formazione Two Medicine, del River Group Judith, e altre formazioni sedimentarie della regione. Circa 73 milioni di anni fa, il mare cominciò ad avanzare di nuovo verso nord-ovest, e l'intera regione venne ricoperta coperta dal mare Bearpaw, che sommerse tutta la parte occidentale degli Stati Uniti e del Canada, formando il massiccio Bearpaw Shale.
Il Daspletosaurus viveva in una vasta pianura alluvionale lungo la sponda occidentale del mare interno occidentale. La zona era striata di numerosi fiumi, che durante le forti alluvioni straripavano coprendo la regione con nuovi sedimenti. Quando l'acqua era abbondante, la regione sosteneva una gran quantità di vita animale e vegetale, mentre durante i periodi di siccità, si verificavano mortalità di massa, come dimostrato dai numerosi bone-bed trovati nelle Formazioni Two Medicine e Judith River, compreso il bone-bed di Daspletosaurus. Simili condizioni ambientali sono oggi presenti nell'Africa orientale. Le eruzioni vulcaniche dall'ovest ricoprivano periodicamente la regione di cenere, con conseguente mortalità su larga scala, simultaneamente ad un arricchimento del terreno per la crescita di future piante. Proprio a questi letti di cenere si è in grado di effettuare una precisa datazione radiometrica. Inoltre, l'innalzarsi e l'abbassarsi costante del livello del mare portò anche ad una grande varietà di ambienti in tempi e luoghi diversi all'interno del River Group Judith, come zone umide costiere, delta di fiumi e lagune, oltre a pianure alluvionali interne.

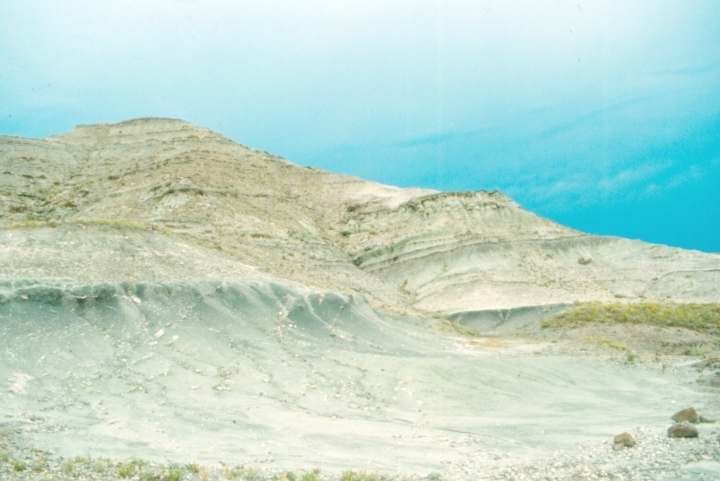
La Formazione Two Medicine, in Montana, dove sono stati ritrovati i fossili di D. horneri

La grande varietà di vertebrati fossili all'interno delle Formazioni Two Medicine e Judith River sono il risultato di una combinazione di un'abbondante vita animale, disastri naturali periodici e la deposizione di grandi quantità di sedimenti. Le acque dolci e gli estuari della formazione ospitavano un gran numero di pesci, tra cui squali, razze, storioni, pesci alligatori e altri. Queste acque ospitavano anche un gran numero di animali acquatici, tra cui rane,
salamandre, tartarughe, Champsosaurus e coccodrilli. Vi erano anche molte lucertole terrestri, tra cui teiidi, scinchi, varani e lucertole alligatore. Gli animali volanti della zona erano rappresentati da pterosauri azhdarchidi come Cryodrakon, e uccelli come Apatornis e Avisaurus. Vi era anche una grande biodiversità di mammiferi.
Nella Formazione Oldman (l'equivalente geologica della Formazione Judith River), il Daspletosaurus torosus condivideva il habitat con gran numero di dinosauri, molti dei quali erano sue possibili prede, come l'hadrosauro Brachylophosaurus, i ceratopsidi Coronosaurus e Albertaceratops, pachycephalosauri, ornithomimidi, therizinosauri e forse anche ankylosauri. La formazione includeva anche altri predatori come troodontidi, oviraptorosauri, il dromaeosauride Saurornitholestes e, eventualmente, un tirannosauro albertosaurino (di genere attualmente sconosciuto). Le Formazioni Dinosaur Park e Two Medicine avevano una fauna simile a quella della Formazione Oldman, in particolare la Formazione Dinosaur Park che vantava una vasta gamma di dinosauri. Il tirannosauride albertosaurino Gorgosaurus visse a lungo al fianco di Daspletosaurus, senza entrarvi in competizione per le prede. Inoltre i giovani tirannosauri probabilmente occupavano nicchie ecologiche differenti dagli adulti. All'interno della Formazione Dinosaur Park è stata ritrovata una mandibola di Saurornitholestes che mostra i segni di un morso di un giovane tirannosauro, possibilmente un Daspletosaurus.